# Liste der Naturdenkmale in Merzweiler
Die Liste der Naturdenkmale in Merzweiler nennt die im Gemeindegebiet von Merzweiler ausgewiesenen Naturdenkmale (Stand 27. April 2024).

## Naturdenkmale
| Nr.         | Bezeichnung | Lage                        | Beschreibung                                          | Bild                                    |
| ----------- | ----------- | --------------------------- | ----------------------------------------------------- | --------------------------------------- |
| ND-7336-393 | Elsbeerbaum | Tränkenwald, bei Nr. 6 Lage | Sorbus torminalis, einer von ursprünglich zwei Bäumen | Direkt Bild zu diesem Denkmal hochladen |